# Campionati italiani di triathlon olimpico no draft del 2018
I Campionati italiani di triathlon olimpico no draft del 2018 (VI edizione) sono stati organizzati dalla Federazione Italiana Triathlon e si sono svolti a Iseo in Lombardia, in data 1º luglio 2018.
Tra gli uomini ha vinto Mattia Ceccarelli (Cesena Triathlon), mentre la gara femminile è andata a Chiara Ingletto (Firenze Triathlon).

## Risultati

### Élite uomini
| Pos. | Atleta                        | Società sportiva        | Nuoto   | Bici    | Corsa   | Totale  |
| ---- | ----------------------------- | ----------------------- | ------- | ------- | ------- | ------- |
|      | Mattia Ceccarelli             | Cesena Triathlon        | 0:19:05 | 1:12:20 | 0:34:10 | 2:07:33 |
|      | Michele Sarzilla              | Raschiani Tri Pavese    | 0:19:00 | 1:15:34 | 0:32:41 | 2:09:01 |
|      | Michelangelo Parmigiani       | Triathlon Team Riccione | 0:19:07 | 1:15:13 | 0:34:00 | 2:10:06 |
| 4    | Federico Gregorio Incardona   | No Limits Friends       | 0:20:27 | 1:13:49 | 0:34:34 | 2:10:46 |
| 5    | Elia Mozzachiodi              | Spezia Triathlon        | 0:19:04 | 1:15:45 | 0:35:49 | 2:12:31 |
| 6    | Gabriele Salini               | 707 Triathlon Team      | 0:19:46 | 1:17:26 | 0:33:53 | 2:13:00 |
| 7    | Mattia Camporesi              | T.D. Rimini             | 0:25:02 | 1:13:15 | 0:32:21 | 2:13:14 |
| 8    | Francesco Floriano Nicolardi  | Raschiani Tri Pavese    | 0:19:06 | 1:17:33 | 0:36:05 | 2:14:40 |
| 9    | Massimo Cigana                | Eroi del Piave          | 0:25:02 | 1:13:41 | 0:33:39 | 2:14:43 |
| 10   | Mauro Pera                    | PPRTeam                 | 0:18:59 | 1:18:32 | 0:34:56 | 2:14:48 |
| 11   | Davide Rossetti               | Team Bike Gussago       | 0:21:34 | 1:14:59 | 0:35:39 | 2:14:49 |
| 12   | Marco Corti                   | Zerotrenta Triathlon    | 0:25:08 | 1:13:00 | 0:35:18 | 2:15:24 |
| 13   | Daniele Angelini              | CUS Ferrara             | 0:23:24 | 1:13:43 | 0:36:38 | 2:15:55 |
| 14   | Enrico Ferlazzo               | Spezia Triathlon        | 0::0::0 | 0::0::0 | 0::0::0 | 2:16:00 |
| 15   | Cristiano Iuliano             | Tri Evolution           | 0:21:48 | 1:16:23 | 0:36:05 | 2:16:21 |
| 16   | Emanuele Faraco               | Ermes Campania          | 0:20:19 | 1:18:19 | 0:36:07 | 2:16:37 |
| 17   | Emanuele Grenti               | CUS Parma               | 0:20:21 | 1:19:15 | 0:35:23 | 2:17:06 |
| 18   | Matteo Massimiliano Marchisio | CUS Torino Triathlon    | 0:22:29 | 1:16:53 | 0:35:42 | 2:17:11 |
| 19   | Luca Bonazzi                  | Freezone                | 0:23:05 | 1:16:59 | 0:35:24 | 2:17:28 |
| 20   | Matteo Rinaldi                | Triathlon Team Riccione | 0:20:22 | 1:16:58 | 0:38:15 | 2:17:37 |

### Élite donne
| Pos. | Atleta               | Società sportiva         | Nuoto   | Bici    | Corsa   | Totale  |
| ---- | -------------------- | ------------------------ | ------- | ------- | ------- | ------- |
|      | Chiara Ingletto      | Firenze Triathlon        | 0:24:44 | 1:32:10 | 0:37:44 | 2:36:41 |
|      | Michela Santini      | Woman Triathlon Italia   | 0:26:15 | 1:27:08 | 0:41:42 | 2:37:28 |
|      | Marialuisa Tavernini | CUS Trento CTT           | 0:22:19 | 1:32:10 | 0:43:23 | 2:40:04 |
| 4    | Elisa Monacchini     | Dermovitamina B) Sid     | 0:22:46 | 1:32:44 | 0:44:07 | 2:41:54 |
| 5    | Elisabetta Villa     | Triathlon Team Pordenone | 0:29:21 | 1:30:08 | 0:40:09 | 2:42:23 |
| 6    | Valentina D'Angeli   | CUS Trento CTT           | 0:27:34 | 1:30:45 | 0:42:45 | 2:43:25 |
| 7    | Paola Garinei        | Triathlon Trasimeno      | 0:30:23 | 1:29:55 | 0:39:32 | 2:43:32 |
| 8    | Gloria Cisotto       | K3 Cremona               | 0:23:55 | 1:35:09 | 0:42:59 | 2:44:10 |
| 9    | Alessandra Derme     | Base Running Triathlon   | 0:26:05 | 1:34:03 | 0:42:41 | 2:44:56 |
| 10   | Cristina Ventura     | Magma Team               | 0:21:11 | 1:39:22 | 0:43:36 | 2:46:19 |
| 11   | Roberta Maule        | Verona Triathlon Km      | 0:30:27 | 1:33:08 | 0:40:05 | 2:46:33 |
| 12   | Stefania Moneta      | ARC Busto Arsizio        | 0:22:45 | 1:37:52 | 0:43:46 | 2:46:46 |
| 13   | Federica Cernigliaro | Magma Team               | 0:24:24 | 1:39:33 | 0:40:38 | 2:47:11 |
| 14   | Silvia Vezzini       | Team Bike Gussago        | 0:30:48 | 1:26:14 | 0:47:36 | 2:47:39 |
| 15   | Nicole Caironi       | Raschiani Tri Pavese     | 0:22:22 | 1:38:51 | 0:43:54 | 2:47:45 |
| 16   | Arianna Valenti      | Raschiani Tri Pavese     | 0:27:48 | 1:36:53 | 0:41:09 | 2:48:08 |
| 17   | Ilaria Zavanone      | Woman Triathlon Italia   | 0:33:37 | 1:30:20 | 0:43:11 | 2:50:26 |
| 18   | Barbara Davolio      | Woman Triathlon Italia   | 0:30:55 | 1:28:32 | 0:48:23 | 2:50:53 |
| 19   | Simona Cargnino      | Base Running Triathlon   | 0:28:09 | 1:37:25 | 0:44:17 | 2:52:12 |
| 20   | Paola Bonfreschi     | Atl. MDS Panariagroup    | 0:27:52 | 1:35:19 | 0:45:33 | 2:52:20 |

## Campioni per categoria
| Categoria | Atleta                  | Società                 | Atleta              | Società                  |
| --------- | ----------------------- | ----------------------- | ------------------- | ------------------------ |
| Senior 1  | Michelangelo Parmigiani | Triathlon Team Riccione | Elisa Monacchini    | Dermovitamina B) Sid     |
| Senior 2  | Elia Mozzachiodi        | Spezia Triathlon        | Alessandra Derme    | Base Running Triathlon   |
| Senior 3  | Mattia Ceccarelli       | Cesena Triathlon        | Chiara Ingletto     | Firenze Triathlon        |
| Senior 4  | Gabriele Salini         | 707 Triathlon Team      | Michela Santini     | Woman Triathlon Italia   |
| Master 1  | Cristiano Iuliano       | Tri Evolution           | Barbara Davolio     | Woman Triathlon Italia   |
| Master 2  | Luca Bonazzi            | Freezone                | Elisabetta Villa    | Triathlon Team Pordenone |
| Master 3  | Massimo Torsani         | T.D. Rimini             | Stefania Moneta     | ARC Busto Arsizio        |
| Master 4  | Angelo Cavalleretti     | Spartacus Trilecco      | Virna Stavla        | Padova Triathlon         |
| Master 5  | Stefano Giampietri      | CUS Parma               | Luisella Iabichella | Road Runners             |
| Master 6  | Ermanno Ruffini         | Olimpia Camerino        | Fiorenza Guidotti   | Spezia Triathlon         |
| Master 7  | Massimo Cecchi          | Atomica Triathlon       |                     |                          |
| Master 8  | Alberto Marchesi        | De Ran Clab             |                     |                          |